# 久保田米僊
久保田 米僊（くぼた べいせん、嘉永5年2月25日（1852年3月15日） - 明治39年（1906年）5月19日）は、明治時代の日本画家、画報記者。

## 来歴

### 生い立ち
鈴木百年の門人。京都錦小路東洞院西入元法然寺町生まれ。本名は久保田満寛、後に寛。幼名は米吉といった。字は簡伯といい、米僊、米仙、漁村、錦鱗子、紫桜庵、塵芥頭陀などと号す。代々割烹料理店「山城屋」（「山根楼」とも伝えられる）を営む久保田音七の一人息子として生まれた。幼少から絵が好きで、寺子屋へ行っても手習いはせず、絵ばかり描いていた。矢立を腰に挿し、町内の白壁や門に勤王の志士のさらし首の絵を描いてまわり、親を困らせたようだ。家業を継がせようとする父から絵を禁じられても、深夜密かに起きて描いたという。
慶応3年（1867年）6月、日本画家の田中有美の紹介により父に内緒で、四条派の鈴木百年に師事する。更に沢渡精斎に経史を習い、京都中の貸本屋を巡り古代の歴史風俗を独学したという。明治維新の後、明治6年（1873年）第二回京都博覧会の在洛五十名の揮毫者のうちに選ばれ、「奔馬」を描く。この頃から幸野楳嶺との親交が始まり、『京都日日新聞』の挿絵を描いたり、風刺雑誌『我楽多文庫』の編集に関わる。この頃は南画が大流行しており、米僊らの写生派は困窮し、輸出用の扇や友禅の下絵を描いて糊口をしのいだ。一方、神戸に居留するアメリカ人から技法を習い、油画を試したのもこの頃とされる。油絵展に複数回出品したのは確認できるものの、実作品は今のところ殆ど発見されていない。また明治11年（1878年）頃、滋賀県の錦織寺障壁画制作のため逗留し、近隣に数点の作品を残している。

### 京都画壇での活躍
明治11年（1878年）京都画壇の興隆を目指し、楳嶺・望月玉泉・巨勢小石らと京都府画学校の設立を建議した。同13年6月画学校開校と同時に出仕し、翌14年同校議事及び工業委員に選ばれる。しかし、国会に請願したり、立憲改進党に加入するなど、画壇の刷新するため政治活動に熱中したのが災いし、まもなく職を辞す。師風を継いだ雄渾な画風の風景画で知られており、明治15年（1882年）第1回内国絵画共進会では京都の画人を代表して出品人総代として上京、楳嶺・原在泉らと共に審査員を務め、出品作は銅牌、絵事功労賞を受ける。同17年（1884年）第2回内国絵画共進会展では、豊臣秀吉の名護屋城の陣に取材した「朧月夜」を出品し最高賞の銀章を受賞して世に知られるようになる。以後、内国勧業博覧会でも受賞を重ねている。主に、歴史画、風俗画、漫画、小説の挿絵を描いている。

### 米僊、外国へ
明治22年（1889年）私費でフランスに渡り、パリ万国博覧会に「水中遊漁」で金賞を受賞、ギメ東洋美術館に「年中行事絵巻」を寄贈してローヤル・アカデミー賞を贈与される。渡欧中に林忠正と交流し、渡辺省亭に次いで早い時期にフランス遊学も果たした。一方で、『京都日報』に旅行記をスケッチとともに寄稿し、帰途に立ち寄った中国、ベトナムとサイゴンの風物を『米僊漫遊画乗』としてまとめて刊行している。同年暮れには、楳嶺と共に京都美術協会の結成にも尽力した。

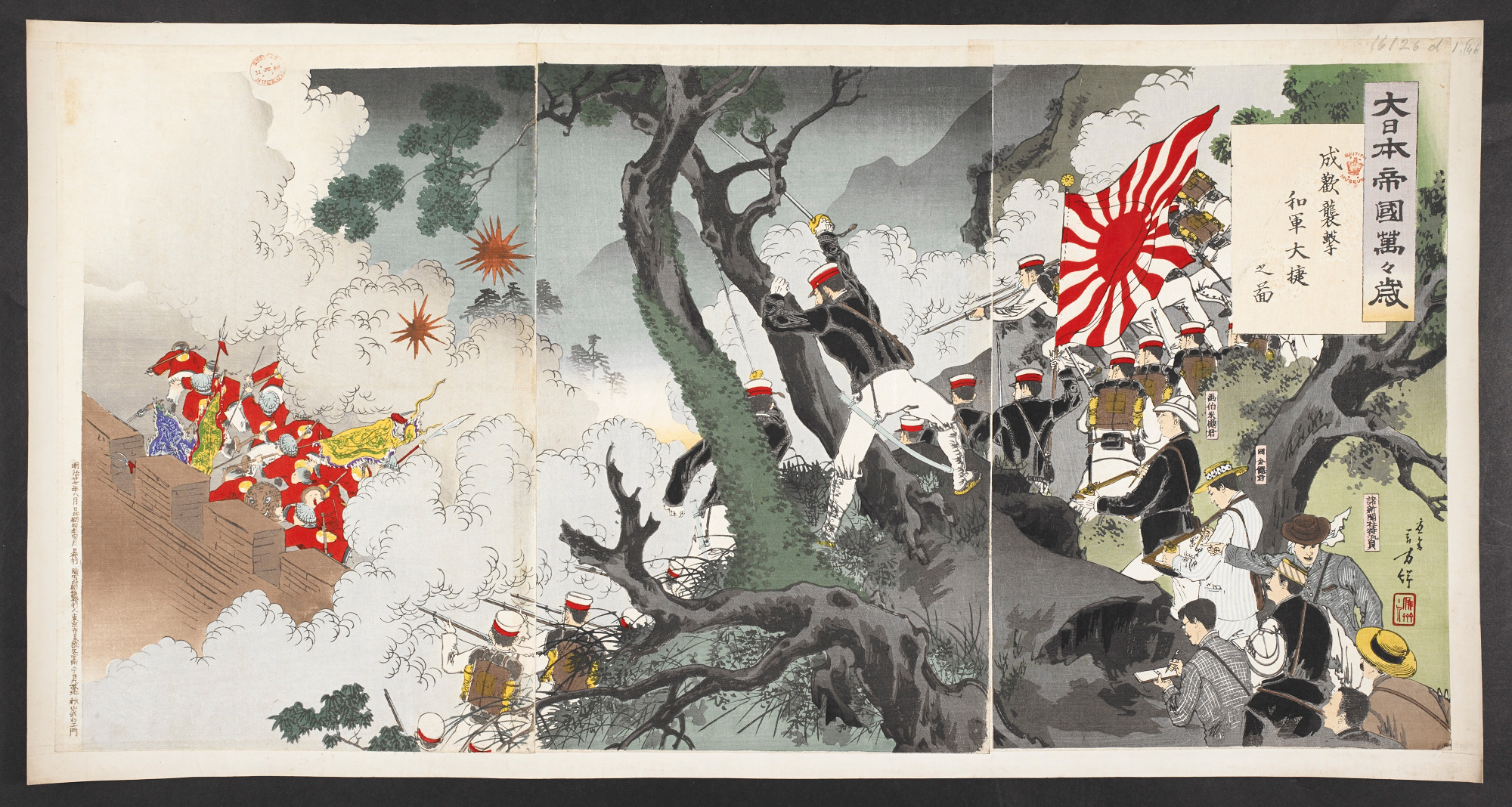
「大日本帝國萬々歳 成歡襲撃和軍大捷之図」 水野年方画。画面右に米僊と息子米斎・金僊が描き込まれている

翌23年（1890年）には徳富蘇峰の誘いにより、上京して國民新聞社に入社。同社で挿絵を描くかたわら、芝桜田町に「司馬画塾」という塾を開き後進を育てる。明治26年（1893年）、私費で渡米し、シカゴ万博に「鷲図」を出品し授賞（この博覧会では授賞の等級は設けられていない）。更に報道記者として同博覧会の様子を描き、木版画図譜『閣龍世界博覧会美術品画譜』（大倉書店）として出版された。翌明治27年（1894年）、日清戦争中には従軍画家として『日清戦闘画報』（全十編及び凱旋編一編、大倉書店）を描いて名を上げた。これらの幅広い活動によって、画家だけでなく各界の人々との交流を広げており、特に森鷗外ら根岸派の文人たちとは親しかった。鴎外が演劇脚本『日蓮聖人辻説法』を執筆する際、時代考証に関して米僊が相談にあずかったという。更に、明治天皇からの信頼も厚く、広島大本営に召されて御前揮毫もしている。

### 失明─「百事休せり」
反面、明治20年代末頃から絵画一筋に研鑽を重ね実力をつけてきた東京画壇の若手や竹内栖鳳らの作品を目の当たりにし、手を広げすぎ散漫になった自らの画風を内省し始める。そんな折の明治30年（1897年）、岡倉天心や納富介次郎に該博な見識を評価・懇願され、石川県立工芸学校の図案絵画科の教授として赴任する。彼の地で心機一転、落ち着いて制作に励もうとした矢先に眼病を患い、明治33年（1900年）完全に失明する。画家にとって失明は致命的であり、米僊自身「百事休せり」と嘆じている。明治34年（1901年）6月には『日なみがた』という木版画集を秋山武右衛門 (2代目)から刊行している。以降は主に俳句や狂歌、都々逸、評論活動で心を慰め、明治35年（1902年）その見聞録を『米僊画談』として纏めた。東京芝の自邸で胃癌のため死去、享年55。辞世の句は、「ほととぎすそのあかつきの沙羅双樹、天地寂寞、是空是真、有耶無耶、明日一輪稲妻の雫、土器（かわらけ）の別れかな」、また臨終前日に「ひとなみの 世間相場の五十年 どうやら五年利子もつもりぬ」と詠んだ。青山霊園で執り行われた葬儀には500名余が参列したという。戒名は紫桜軒智寛米僊居士。墓所は京都市河原町二条にあった専修寺京都別院の塔頭龍源寺。同寺は1947年罹災し、右京区鳴滝音戸山町に移転、龍源寺は右京区太秦中山町へ移転する。米僊の墓は唱和40年（1965年）音戸山町の龍源寺墓地に移されたが、米僊の墓石はなく「久保田家之墓」として祀られているとも、墓を確認できないとも言われる。また遺言により、嵯峨野の祇王寺にも分骨され供養塔が立ち、傍らに畏友の米僊と同じ祇王寺に葬るよう臨んだ金子静枝の墓がある。

## 子と門弟
長男の久保田米斎も日本画家で舞台芸術家。次男の吉太郎（1875年-1954年）は、金僊と号しており、19歳の時に父とともに上京、国民新聞社に入社、従軍記者になって、日清・日露戦争に参加した。 弟子に丸山古香（垣穂、北村透谷の弟）、一見連城、田中一華、福田眉仙、名取春仙、公文菊仙、小林楳仙、ヘンリイ・パイク・ブイ、真野暁亭、永井鳳仙、藤島華僊などがいた。

## 作品

### 日本画
| 作品名                     | 技法         | 形状・員数                           | 寸法（縦x横cm）                         | 所有者                                                           | 年代                                            | 落款・印章                        | 備考 |
| -------------------------- | ------------ | ------------------------------------ | --------------------------------------- | ---------------------------------------------------------------- | ----------------------------------------------- | --------------------------------- | --- |
| 孟母断機図                 | 紙本墨画淡彩 | 1幅                                  |                                         | 京都市学校歴史博物館                                             | 1874年（明治7年）                               |                                   | |
| 屋上月                     | 板油彩       | 1面                                  | 25.2x35.9                               | 個人                                                             | 1875年（明治8年）                               | 無款記                            | 油彩画 |
| 長刀鉾図                   |              |                                      |                                         | 奈良屋記念杉本家保存会                                           |                                                 |                                   | 油彩画 |
| 龍虎獅子図                 |              | 襖10面（龍・獅子図が各2面、虎図6面） | 約197x85（龍・獅子図） 約176x87（虎図） | 錦織寺                                                           | 1878年（明治11年）頃                            |                                   | |
| 花鳥図                     |              | 襖4面                                | 横172.7                                 | 正蓮寺（野洲市比江）                                             | 1878年（明治11年）頃                            |                                   | |
| 風物図屏風                 | 紙本墨画淡彩 | 六曲一双押絵貼                       | 170.0x375.0（各）                       | 個人                                                             | 1878年（明治11年）頃                            |                                   | |
| 十六羅漢図                 | 絹本淡彩     | 1幅                                  | 143.0x68.8                              | 仏眼寺（野洲市）                                                 | 1878年（明治11年）頃                            | 款記「米僊寫」                    | |
| 蔦もみじ                   | 絹本著色     | 1幅                                  | 123.7x46.8                              | 京都国立近代美術館                                               | 1882年（明治15年）                              |                                   | |
| 大楠公・義貞公誠忠之図     | 紙本著色     | 六曲一双                             | 166.5x372.0                             | 石川県立美術館                                                   | 右隻:1882年（明治15年） 左隻:1883年（明治16年） |                                   | |
| 明兆大涅槃図制作と猫の図   |              |                                      |                                         | 東福寺                                                           | 1884年（明治17年）                              |                                   | |
| 若冲居士像                 |              | 1幅                                  |                                         | 相国寺                                                           | 1885年（明治18年）                              |                                   | 1885年4月12日、伊藤若冲没後85年忌における相国寺での供養と展観に際し、近所の古老の追憶談を元に生前の容貌を推定して描いた肖像画。箱蓋裏に米僊による箱書きがあり、この法要のために描かれたことや、法要と同時に相国寺に寄進したことなどが記されている。若冲が没してから年月を経た後に描かれた作品ではあるが、若冲唯一の肖像画として貴重。なお、京都国立博物館は本作の模写「伊藤若冲肖像 模本」を所蔵している。 |
| 柘榴金衣百子・薔薇花       | 板地著色     | 杉戸2枚（表裏4面）                   | 181.3x94.4（各）                        | 宮内庁                                                           | 1887年（明治20年）                              |                                   | 明治宮殿杉戸絵。更に米僊は、明治宮殿葡萄の間（西化粧の間）の天井画を幸野楳嶺と共に手がけているが、作品は残っておらず図様が分かる資料も残っていない。 |
| 生品神社社頭の図           | 絹本著色     | 1幅                                  |                                         | 藤島神社                                                         | 1887年（明治20年）                              |                                   | |
| 園児遊戯図                 | 紙本著色     | 1幅                                  |                                         | 京都市学校歴史博物館                                             | 1887年（明治20年）頃                            |                                   | 元は尚徳中学校蔵 |
| 新島襄先生臨終場景画四葉   | 絹本著色     | 1面4図                               | 本紙：28.0x36.0 額：42.7x179.0          | 同志社大学同志社社史資料センター                                 | 1890年（明治23年）                              |                                   | 1面の額に右から、大磯の海岸、旅館百足屋、襄が療養した百足屋の離れ、襄の臨終、で構成される。 |
| 穐溪樵語                   | 絹本著色     | 1幅                                  | 114.8x41.1                              | グリフィス＆パトリシア・ウェイコレクション（シアトル美術館寄託） | 1890年（明治23年）頃                            | 款記「米僊」/「保寛之印」白文方印 | |
| 小松天満宮社頭遠望図額     | 墨画         | 1面                                  | 289.x90.6                               | 小松天満宮                                                       | 1891年（明治24年）                              | 款記「米僊」                      | 額の裏書きによると、米僊が当地を漫遊した時に描いてもらったという |
| 村上義輝の図               | 絹本著色     | 1幅                                  | 120.0x50.8                              | 奈良県立美術館                                                   | 1891-94年（明治24-28年）                        |                                   | |
| 郵便現業絵巻               | 絹本著色     | 上下2巻各6場面計12図                 |                                         | 郵政博物館                                                       | 1893年（明治26年）                              |                                   | 同年のシカゴ万博に出品するために依頼され制作した作品。その中の図から、1991年に62円切手2枚続の記念切手や、2007年に80円切手3枚続の特殊切手が発行されている。 |
| 大津絵十種                 | 紙本著色     | 10枚                                 |                                         | 京都府（京都文化博物館管理）                                     | 1894年（明治27年）                              |                                   | |
| 日清戦争之図               | 絹本著色     | 1巻                                  | 50.8x141.2                              | 三の丸尚蔵館                                                     | 1894年（明治27年）                              |                                   | |
| 海陸戦斗図                 | 絹本著色     | 双幅                                 | 116.0x51.5                              | 高岡市立博物館                                                   | 1894年（明治27年）                              |                                   | 「平壌攻撃図」と「黄海海戦図」の双幅 |
| 岩上鷲図・波濤千鳥図       | 紙本金地著色 | 衝立2基                              |                                         | 東本願寺                                                         | 1895年（明治28年）                              |                                   | 阿弥陀堂後堂所在 |
| 漢江渡頭春光・青石関門秋色 | 紙本墨画淡彩 | 六曲一双                             |                                         | 個人                                                             | 1895年（明治28年）                              |                                   | 第4回内国勧業博覧会妙技三等賞。日清戦争従軍時、漢江の風景を見て「雪舟元信の筆にある如き風光」と感動した米僊が、帰国後に描いた作品。この時米僊は、大雲院を借りて14双の屏風絵を制作しており、本図や下記の龍虎図屏風はその内の3点。 |
| 鳳凰城合戦図               | 銀地         | 六曲一双                             |                                         | 個人                                                             | 1895年（明治28年）                              |                                   | 。 |
| 龍虎図屏風                 | 紙本金地著色 | 六曲一双                             |                                         | 個人                                                             | 1895年（明治28年）                              |                                   | |
| 馬山斥候図                 | 紙本著色     | 1幅                                  | 141.8x55.7                              | 石川県立美術館                                                   | 1897年（明治30年）                              |                                   | |
| 虎図屏風                   | 紙本墨画金泥 | 六曲一双                             | 156.5x320.0（各）                       | 京都市美術館                                                     | 1897年（明治30年）                              |                                   | |
| 御養蚕画帖                 | 絹本著色     | 1帖12図                              | 34.0～35.2x28.7～29.3                   | 三の丸尚蔵館                                                     | 明治30年代                                      |                                   | 昭憲皇太后ゆかりの品と伝わる |
| 松群鴉図屏風               | 紙本墨画     | 六曲一隻                             |                                         | 金戒光明寺                                                       |                                                 |                                   | |
| 竜虎図                     | 紙本淡彩     | 1幅                                  | 95.0x178.3                              | 石川県立美術館                                                   |                                                 |                                   | |
| 富岳図                     | 紙本淡彩     | 1幅                                  | 95.8x178.5                              | 石川県立美術館                                                   |                                                 |                                   | |
| 長州兵入京図               | 紙本淡彩     | 1幅                                  | 133.5x37.6                              | 京都大学附属図書館                                               | 年代不詳                                        |                                   | |
| 幽霊図                     | 紙本墨画淡彩 | 1幅                                  | 122.5x12.2                              | 福岡市美術館（吉川観方コレクション）                             | 明治時代                                        | 款記「米僊」                      | 賛「疑ひのとければ雪の柳かな」 |

### 錦絵
- 「大迫元山支隊満州白馬隊鏖殺之図」　明治27年（1894年）　大英図書館所蔵
- 「大島混成旅団軍橋頭堡攻撃之図」　明治27年（1894年）　大英図書館所蔵
- 「鬼に念仏」 竪大判  ※大津絵
- 「為朝」 竪大判  ※大津絵

## 参考図書
- 原田平作 『幕末明治 京洛の画人たち』 京都新聞社、1985年2月1日、pp.198-208、ISBN 4-7638-0182-1、全国書誌番号:85053747、NCID BN00294982
- 日本美術院百年史編集室編 『日本美術院百年史 第一巻 上』 日本美術院、1989年
- 今西一 『メディア都市・京都の誕生 ─近代ジャーナリズムと風刺漫画』「第2部第1章 マルチ人間久保田米僊」 雄山閣、1999年6月20日、pp.120-169、ISBN 978-4-639-01618-2
- 星野桂三・星野万美子編集製作 『忘れられた画家シリーズ─35 明治日本画の鬼才 久保田米僊遺作展』 星野画廊、2014年11月5日
- 大谷正 福井純子編 『描かれた日清戦争 ─久保田米僊『日清戦闘画報』影印・翻刻版』 創元社、2015年7月20日、ISBN 978-4-422-20156-6

論文
- 鐸木道剛「明治中期の西洋絵画の翻案－ウォーターハウスの『嫉妬深いキルケ－』と久保田米僊－」、『美術史の六つの断面』（高階秀爾先生還暦記念論文集編集委員会編、美術出版社）、1992年11月20日、pp. 489-503
- 山口昌男「西国の人気者ー久保田米僊の明治」、『へるめす』第48号（1994年3月）。[山口昌男『敗者の精神史』(岩波書店、2005年)に再録]
- 福永知代 「久保田米僊の画業に関する基礎的研究(1) 『絵嶋之霞』の作品分析を中心に」、『お茶の水女子大学人文科学紀要』55号、2002年
- 福永知代 「久保田米僊の画業に関する基礎的研究(2) 久保田米僊と日清戦争─『国民新聞』におけるルポルタージュを中心に」、『お茶の水女子大学人文科学紀要』57号、2004年
- 松尾芳樹 「画学校出仕について」『京都市立芸術大学芸術資料館年報』18、京都市立芸術大学、2009年
- 竹内有子 「久保田米僊とデザイン ─クリストファー・ドレッサーのデザイン論の受容をめぐって─」『デザイン理論』61号、意匠学会、2012年1月31日、pp.63-76
- 森光彦 「久保田米僊筆《孟母断機図》（元尚徳中学校蔵）について─教育における絵画の「用」─」『京都市学校歴史博物館研究紀要 第一号』 2012年6月、pp.6-11
- 森光彦 「久保田米僊が描いた二つの遊戯図─唐子と園児─」『京都市学校歴史博物館研究紀要 第二号』 2013年6月30日、pp.19-25
- 森光彦 「久保田米僊研究 ―明治期京都画壇における日本画と近代社会の関係―」『鹿島美術研究（年報第34号別冊）』 公益財団法人 鹿島美術財団、2017年11月15日、pp.338-347

辞典・概説書
- 『朝日 日本歴史人物事典』 朝日新聞社、1994年、ISBN 978-4-0234-0052-8
- 吉田漱 『浮世絵の基礎知識』 雄山閣、1987年、ISBN 978-4-639-00659-6